# Moravské Předměstí
Moravské Předměstí (německy Mährische Vorstadt) je místní částí statutárního města Hradce Králové. Nachází se na jihu města téměř celá obklopená místní částí Třebeš, na jejímž katastrálním území také leží, částečně hraničí s Novým Hradcem Králové.

## Vymezení
Jako jediná z městských čtvrtí Moravské Předměstí nemá vlastní katastrální území, název Moravské Předměstí je však použit i v názvech několika dalších základních sídelních jednotek, se kterými společně tvoří sídliště Moravské Předměstí. Tyto další ZSJ se nacházejí na území místních částí Nový Hradec Králové (Moravské Předměstí I, II, III a VI) a Třebeš (Moravské Předměstí IV a VII). Vlastní místní část Moravské Předměstí je ovšem tvořena jen ZSJ Moravské Předměstí V.

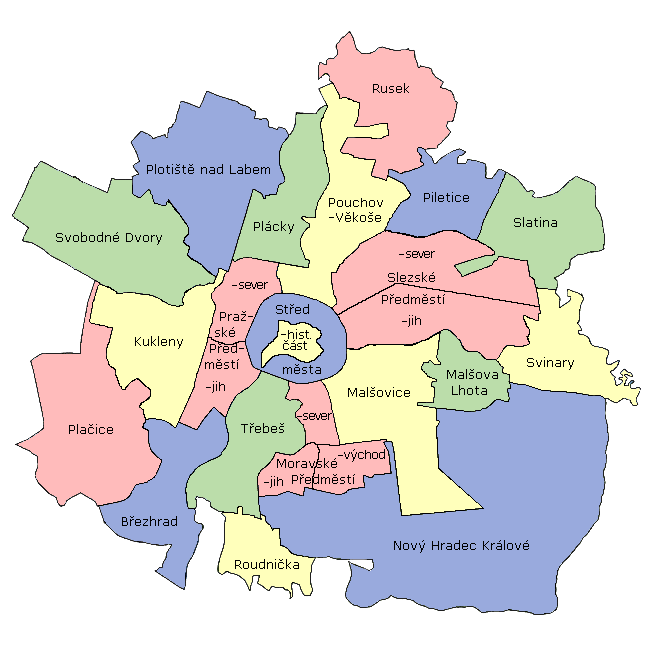
Územní působnost komisí místní samosprávy Moravské Předměstí – jih, Moravské Předměstí – sever a Moravské Předměstí – východ

Na území místní části také působí jen komise místní samosprávy Moravské Předměstí – jih, zatímco komise Moravské Předměstí – sever a Moravské Předměstí – východ vykonávají svou pravomoc převážně v části sídliště na území Nového Hradce Králové a Třebše. Oblast vymezená působností těchto tří komisí místní samosprávy je ale souvisle zastavěna, z většiny v klasickém panelákovém stylu 70. až 90. let 20. století (jen u Brněnské třídy stojí několik prvorepublikových vil a budovy firmy Petrof). Proto je někdy v běžném styku celá označována za Moravské Předměstí, základní komunikační osou tohoto předměstí je rozsáhlá Benešova třída.

## Historie
Ještě než bylo postaveno Moravské Předměstí, byla v blízkosti jeho budoucí zástavby (dnes v ZSJ Moravské Předměstí IV na území místní části Třebeš) směrem na Nový Hradec Králové osada Lhota pod Strání, která patřila pod královéhradecký magistrát. Někdy v letech 1945–1949 architekti navrhovali na místě tehdejšího vojenského cvičiště Na Plachtě universitní čtvrť. K výstavbě ale nedošlo. Ve dnech 1. a 3. července 1910 se na vojenském cvičišti uskutečnily jedny z prvních pilotovaných letů. Tenkrát přišlo více než 30 tisíc lidí z celého regionu.
První zmínka o Moravském Předměstí byla v roce 1908, kdy se zahájila výstavba prvních domků, a předměstí se stalo součástí Hradce Králové. Po první světové válce architekt O. Liska vypracoval návrh regulačního plánu. Originální byla zde myšlenka nové městské třídy v jižním sektoru města, která se po desetiletích znovu objevila v soutěži na obytný soubor Moravského Předměstí. Sídliště Moravské Předměstí bylo realizováno na základě výsledků celostátní urbanistické soutěže z let 1967–1968 architektů J. Němce a K. Marholdy z Prahy. V druhé polovině 70. let se téměř veškerá bytová výstavba soustředila do jižního sektoru města na šířeji vymezeném předměstí, které leží mezi Novým Hradcem Králové, Třebší a Roudničkou. Generálním projektantem sídliště s více než 10 tisíci byty byl Ing. arch. F. Křelina. V roce 1990 byly z hlediska stavebního rozvoje města možnosti značně omezené, a tak se na Moravském Předměstí vystavělo jen 406 malobytů. V roce 1993 byla dokončena Poliklinika III na třídě Edvarda Beneše, která vévodí celého předměstí.